# 建德 (大理)
建德（1164年—1171年）是大理国皇帝段正兴的第五個年号，共計8年。建德八年六月段智興即位沿用。
雲南文獻有「建德」年號，唯《滇载记》无此年号。李兆洛《纪元编》称“盛明”一作“建德”。
起訖年，方詩銘、李崇智、段玉明、李家瑞作年－1171年，王雲、黃德榮作1164年－1171年。

## 年號及改元出處
- 倪輅《南詔野史》：「宋高宗紹興十七年（1147）立，改元永貞。又改龍興、聖明、建德等年號。……易長禪位為僧。」
- 胡蔚《增訂南詔野史》：「南宋高宗丁卯紹興十七年（1147）即位。明年（1148），改元永貞。又改元大寶、龍興、盛明、建德。……孝宗壬辰乾道八年（1172）四月，重霧，十六日方開。正興禪位為僧，在位二十五年。」
- 王崧《雲南備徵志》：「宋高宗紹興十七年（1147）即位，改元永貞。高量成繼立，改元大寶。……二十五年，改元龍興，又改聖明、建德。……乾道七年（1171）六月禪位為僧，在位二十七年。」
- 諸葛元聲《滇史》：「段氏十七世正興，以宋高宗紹興十七年丁卯（1147）立，改元永貞。己巳（1149），改元大寶。……丁丑（1157），改元龍興。壬午（1162），改盛明。甲申（1164），改建德。……正興在位二十五年，避位為僧。」
- 李京《雲南志略》：「子政興立，改元〔永真〕、天寶（陶宗儀《說郛》作「天保」）、龍興、盛明、建德。在位二十六年。」
- 楊慎《滇載記》：「正興以宋高宗紹興十七年（1147）立，改元四：永貞、太寶、龍興、盛明。」
- 馮蘇《滇考》：「紹興十七年（1147），子正興嗣，改元永貞、大寶、龍興、盛明、建德。……立二十五年，亦避為僧。」
- 《白古通記淺述》：「正興立二十五年。」

## 纪年對照表
| 盛明 | 元年   | 二年   | 三年   | 四年   | 五年   | 六年   | 七年   | 八年   |
| ---- | ------ | ------ | ------ | ------ | ------ | ------ | ------ | ------ |
| 公元 | 1164年 | 1165年 | 1166年 | 1167年 | 1168年 | 1169年 | 1170年 | 1171年 |
| 干支 | 甲申   | 乙酉   | 丙戌   | 丁亥   | 戊子   | 己丑   | 庚寅   | 辛卯   |

## 同期存在的其他政权年号
- 中國
  - 隆興（1163年－1164年）：宋－宋孝宗趙昚之年號
  - 乾道（1165年－1173年）：宋－宋孝宗趙昚之年號
  - 崇福（1164年－1177年）：西遼－承天后耶律普速完之年號
  - 大定（1161年－1189年）：金－金世宗完顏雍之年號
  - 天盛（1149年－1169年）：西夏－夏仁宗李仁孝之年號
  - 乾祐（1170年－1193年）：西夏－夏仁宗李仁孝之年號
- 越南
  - 政隆寶應（1163年－1174年）：李朝－李天祚之年號
- 日本
  - 長寬（1163年－1165年）：二條天皇之年號
  - 永萬（1165年－1166年）：二條天皇、六條天皇之年號
  - 仁安（1166年－1169年）：六條天皇、高倉天皇之年號
  - 嘉應（1169年－1171年）：高倉天皇之年號
  - 承安（1171年－1175年）：高倉天皇之年號